# Nathan Fielder
Nathan Fielder, född 12 maj 1983 i Vancouver, är en kanadensisk komiker, skådespelare, regissör, manusförfattare och producent.
Fielder har bland annat medverkat i TV-serierna The Curse, The Rehearsal och Nathan for You som han även skapat själv.
År 2023 listade tidskriften Time honom som en av världens mest inflytelserika personer.

## Filmografi (i urval)
- 2013–2017 – Nathan for You (TV-serie)
- 2022 – The Rehearsal (TV-serie)
- 2023 – The Curse (TV-serie)